# Provertex travei
Provertex travei är en kvalsterart som beskrevs av Netuzhilin och Shtanchaeva 2003. Provertex travei ingår i släktet Provertex och familjen Scutoverticidae. Inga underarter finns listade i Catalogue of Life.